# Inno
Inno (italienisch für „Hymne“) ist das 18. Studioalbum der italienischen Rocksängerin und Songwriterin Gianna Nannini. Es erschien am 15. Januar 2013 bei dem Plattenlabel RCA Records.

## Hintergrund
Am 15. Januar 2013 brachte Gianna Nannini ihr 18. Studioalbum Inno heraus. Das aus dreizehn Titeln bestehende Studioalbum wurde von Nannini selbst in Zusammenarbeit mit Wil Malone produziert. Nannini war zudem an allen Titeln als Autorin beteiligt. Beim Schreibprozess bekam sie dabei unter anderem von den Sängern Pacifico und Tiziano Ferro, sowie von Wil Malone und Isabella Santacroce Unterstützung. Es ist ihr siebtes Album, das sich in allen D-A-CH-Ländern platzieren konnte.
Das Frontcover zeigt Nannini in einer Mönchskutte gekleidet durch eine Steppe gehen.

## Titelliste
| Nr. | Titel                     | Autor(en)                           | Produzent(en)              | Länge |
| --- | ------------------------- | ----------------------------------- | -------------------------- | ----- |
| 1.  | Chorale                   |                                     |                            | 0:20  |
| 2.  | Indimenticabile           | Gianna Nannini, Pacifico            | Gianna Nannini, Wil Malone | 3:18  |
| 3.  | Nostrastoria              | Gianna Nannini, Tiziano Ferro       | Gianna Nannini, Wil Malone | 4:19  |
| 4.  | Danny                     | Gianna Nannini                      | Gianna Nannini, Wil Malone | 3:32  |
| 5.  | Ninna nein                | Gianna Nannini, Pacifico            | Gianna Nannini, Wil Malone | 3:41  |
| 6.  | In The Rain               | Gianna Nannini, Pacifico            | Gianna Nannini, Wil Malone | 3:55  |
| 7.  | Scegli me                 | Gianna Nannini                      | Gianna Nannini, Wil Malone | 3:18  |
| 8.  | Inno                      | Gianna Nannini, Pacifico            | Gianna Nannini, Wil Malone | 3:21  |
| 9.  | La fine del mondo         | Gianna Nannini                      | Gianna Nannini, Wil Malone | 3:46  |
| 10. | Dimmelo chi sei           | Gianna Nannini, Isabella Santacroce | Gianna Nannini, Wil Malone | 3:03  |
| 11. | Lasciami stare            | Gianna Nannini, Isabella Santacroce | Gianna Nannini, Wil Malone | 3:46  |
| 12. | Tornerai                  | Gianna Nannini, Isabella Santacroce | Gianna Nannini, Wil Malone | 3:07  |
| 13. | Sex Drugs And Beneficenza | Gianna Nannini                      | Gianna Nannini, Wil Malone | 3:15  |

## Kritik
Kai Butterweck, Musikkritiker von laut.de, urteilte, mit Inno präsentiere Nannini ihr „[…] mittlerweile achtzehntes Studioalbum als zahnloses Airplay-Produkt für Freunde des ZDF-Fernsehgartens.“

## Chartplatzierungen
| ChartsChartplatzierungen | Höchstplatzierung | Wochen |
| ------------------------ | ----------------- | ------ |
| Deutschland (GfK)        | 60 (1 Wo.)        | 1      |
| Österreich (Ö3)          | 38 (1 Wo.)        | 1      |
| Schweiz (IFPI)           | 7 (9 Wo.)         | 9      |
| Italien (FIMI)           | 1 (41 Wo.)        | 41     |